# Jugendmusikbewegung

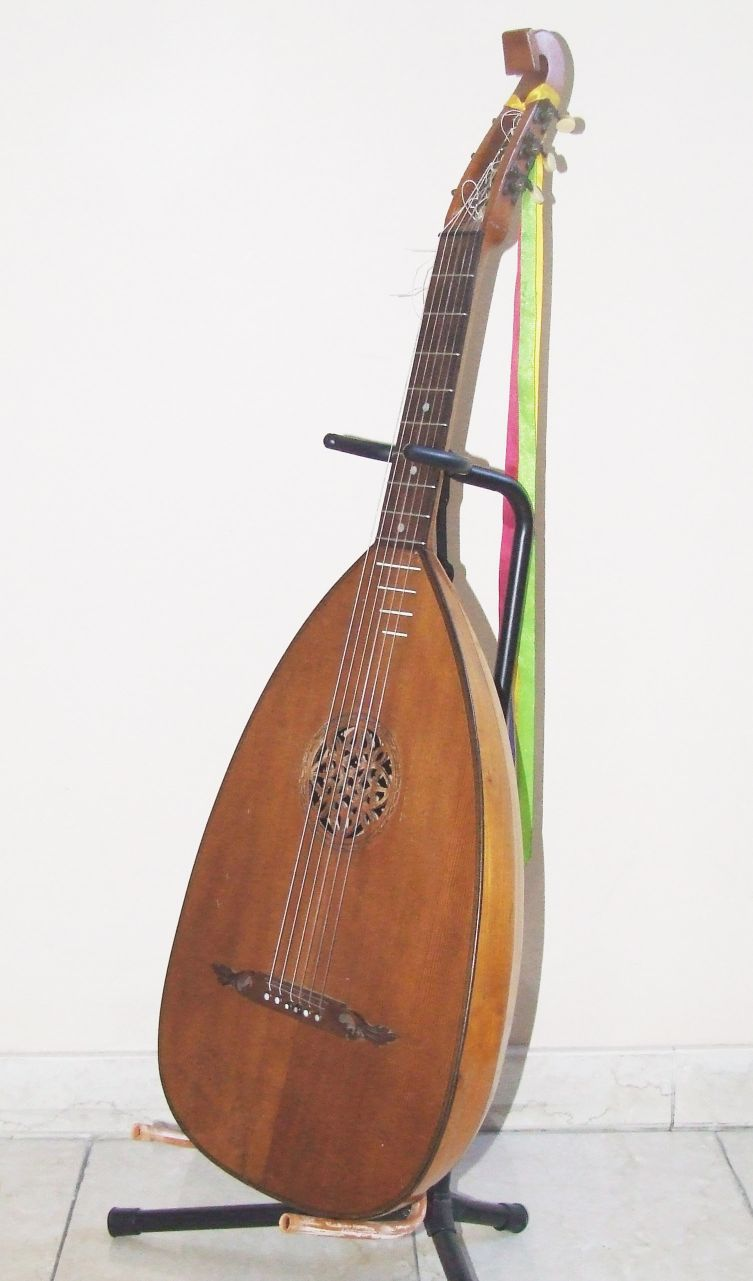
Die Gitarrenlaute war ein typisches Instrument der Jugendmusikbewegung

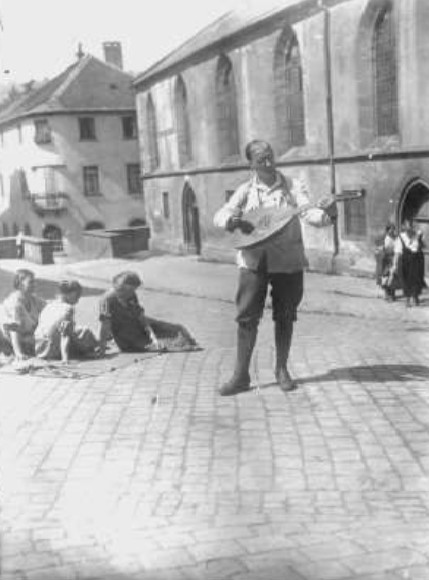
Mohr de Sylva 1924 an der Laute in Wertheim

Die Jugendmusikbewegung (in den 1920er und 1930er Jahren oft auch Singbewegung) war eine von der Jugendbewegung beeinflusste musikpädagogische Richtung des beginnenden 20. Jahrhunderts. Sie war bestrebt, auch unter Laien das Musizieren zu fördern, dazu gehörte auch die Pflege traditioneller Volkslieder.

## Entwicklung
Einer der Ausgangspunkte war die Wiederentdeckung des deutschen Volkslieds um 1900 durch die Jugendbewegung „Wandervogel“. Große Verbreitung in der Jugendmusikbewegung fanden das von Hans Breuer herausgegebene Liederbuch Der Zupfgeigenhansl  und ein neues Musikinstrument, die Gitarrenlaute. Daneben erlebten in der Wandervogelbewegung auch alte und teilweise in Vergessenheit geratene Instrumente ein Revival, wie die Blockflöte, die Waldzither oder die Mandoline.
Das eigentliche Geburtsjahr der Jugendmusikbewegung ist nach Dorothea Kolland das Jahr 1918 durch das Erscheinen des Buchs Musikalische Jugendkultur, Anregungen aus der Jugendbewegung von Fritz Jöde. Diese und weitere Schriften u. a. von Walther Hensel, Hans Breuer erweiterten damit die Jugendbewegung um den musikalischen Aspekt. Die Musikpraxis der „Wandervogels“ sollte die Liedpraxis des Zupfgeigenhansels beim Wandern und am Lagerfeuer erweitern zu einem Musikideal der Chormusik, die in zahlreichen offenen Singstunden und Singwochen (oft verbunden mit dem Aufenthalt in Jugendherbergen) verwirklicht wurde. Die Arbeit der Singwochen prägt die außerschulische Musikerziehung und musikpädagogische Landschaft Deutschlands bis in die Gegenwart.
Der Musikerzieher und Volksliederneuerer Walter Hensel veröffentlichte ab 1923 zahlreiche Bearbeitungen oder Vertonungen von Volksliedern. Er führte in Finkenstein, in der Nähe von seinem Geburtsort Mährisch-Trübau, die erste Singwoche durch und war der erste Autor des neu gegründeten Bärenreiter-Verlags. Der Musikpädagoge Fritz Jöde rief 1924 den „Finkensteiner Bund“ ins Leben und veröffentlichte sechs Hefte Die Musikanten, Lieder für die Schule und veranstaltete zahlreiche Singwochen.
Als Beispiel der Singbewegung in ganz Deutschland seien die Kantatensonntage mit 300, 600 und bis zu 1000 Teilnehmern und die über 50 Singwochen im Hohenloher Land genannt, die vom Pfarrer Heinrich Mohr de Sylva (1891–1989) oder mit ihm von 1929 bis 1962 geleitet wurden.

## Persönlichkeiten (Auswahl)
- Hans Breuer
- Richard Gölz
- Georg Götsch
- Hans Grischkat
- Walther Hensel
- Reinhold Heyden
- Fritz Jöde
- Johannes Jehle
- Jens Rohwer
- Gottfried Wolters
- Eduard Zuckmayer